# Atletism
Atletismul este unul din cele mai populare sporturi din lume. Este o ramură sportivă care cuprinde diverse probe de alergări și de marș, de sărituri și aruncări, sau probe combinate, la care participă atleții. 
Termenul a fost preluat după francezul athlétisme, dar originea e în greaca veche: ἀθλητής / athlêtês, „participant la o competiție, concurent”, derivat din ἆθλος  / áthlos, „concurs, întrecere”. 

## Istoric
- Atletismul se practică în cadrul Jocurilor Panelenice (Jocurile Phytice, Istmice, Nemeice, Olimpice) în Grecia antică
- Atletismul modern se constituie ca sport în Anglia, la mijlocul secolului al XIX-lea.
- În anul 1896, la prima ediție a J.O. moderne (Atena), atletismul apare ca sport înscris în programul competiției. Cuprindea 12 probe (6 alergări, 4 sărituri și 2 aruncări). Atletismul rămâne prezent la toate edițiile J.O. care au urmat după 1896.
- În 1912 se înființează Federația Internațională de Atletism Amator (I.A.A.F.).
- În 1934, la Torino, are loc ediția inaugurală a Campionatelor Europene (C.E.) în aer liber.

## Atletismul în România
Datorită studenților români care studiau în Germania, Franța și Austria, atletismul pătrunde în România ca sport la sfârșitul secolului XIX. Se organizează concursuri pentru elevi și adulți, se înființează societăți („Societatea română de alergări pe jos”), apar cărți („Atletismul” - 1875, „Exerciții atletice” -1879).
În 1912 este fondată Federația Română de Atletism (F.R.A.), cea care coordonează secțiile de atletism ale Cluburilor și Asociațiilor sportive din România. Primele Campionate Naționale ale României se organizează în anul 1914, la 16 probe, numai pentru bărbați. Abia în 1922 se organizează primele concursuri cu participare feminină. Din anul 1952 atleții români participă regulat la toate marile competiții mondiale. 
Exemple de probe de atletism sunt:
- săritura în lungime, săritura în înălțime, săritura cu prăjina, triplusalt
- alergare liberă sau cu obstacole (garduri) pe diferite distanțe
- ștafetă
- aruncarea ciocanului
- aruncarea discului
- aruncarea greutății
- aruncarea suliței
- maratonul

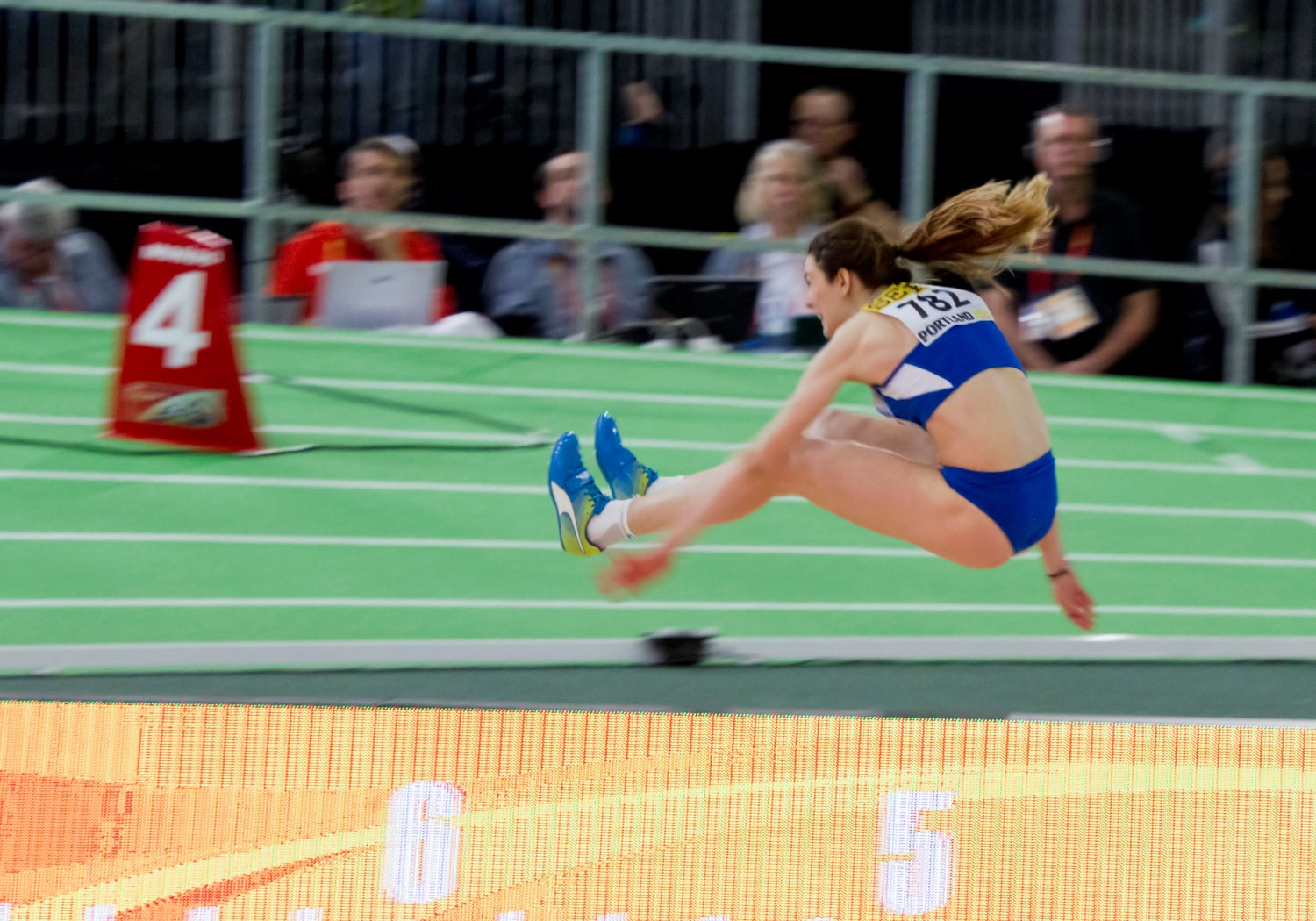
săritura în lungime
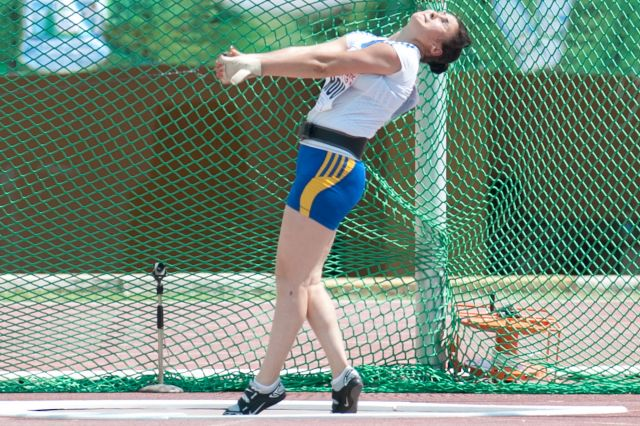
aruncarea ciocanului
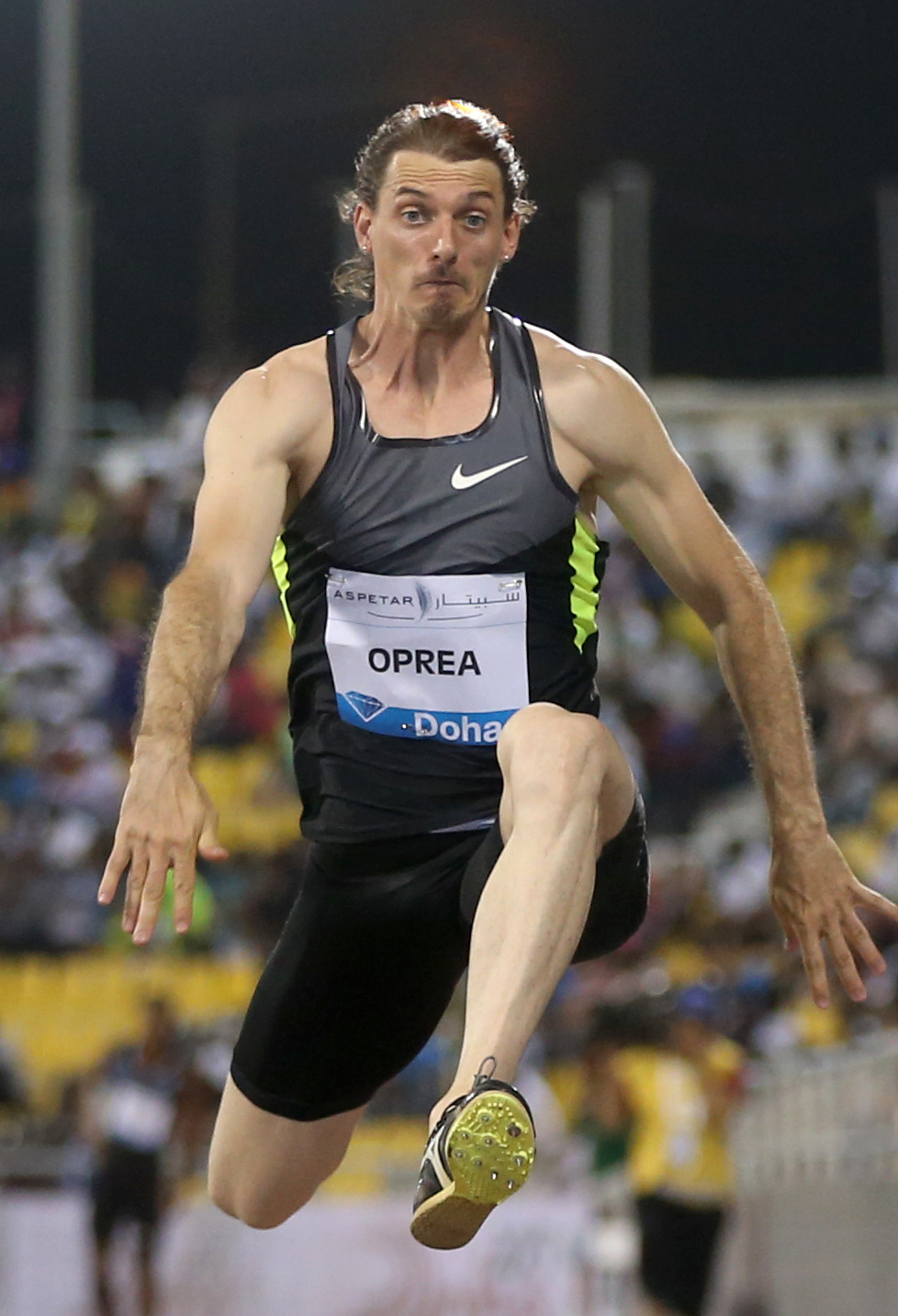
triplusalt

De-a lungul anilor, România a obținut, la acest sport, un total de 34 de medalii olimpice:
|         | Aur | Argint | Bronz | Total |
| ------- | --- | ------ | ----- | ----- |
| România | 11  | 14     | 9     | 34    |

## Principalele competiții
- Internaționale
  - Jocurile Olimpice
  - Jocurile Paralimpice
  - Campionatele Mondiale de Atletism
  - Campionatele Europene de Atletism
  - Cupa Mondială de atletism
  - Cupa Europei la atletism
  - Campionatele Mondiale de Atletism în sală
  - Campionatele Europene de Atletism în sală
- Naționale
  - Campionatele Internaționale de Atletism ale României
  - Campionatul Național Grand Prix pentru Seniori, Tineret și Juniori
  - Campionatul Național Universitar de Sală
  - Campionatul Național de Iarnă - Marș

### Viteze la probe de alergări pe pistă și pe șosea
Comparație a recordurilor mondiale pentru probele olimpice. 
La 6 ianuarie 2024.
| Proba            | Distanța (m) | Record mondial | m/s   | km/h   |
| ---------------- | ------------ | -------------- | ----- | ------ |
| 100 m            | 100          | 9,58 s         | 10,44 | 37,58  |
| 200 m            | 200          | 19,19 s        | 10,42 | 37,52  |
| 400 m            | 400          | 43,03 s        | 9,29  | 33,47  |
| 800 m            | 800          | 1:40,91 min    | 7,93  | 28,54  |
| 1500 m           | 1500         | 3:26,00 min    | 7,28  | 26,21  |
| 1 Milă           | 1609         | 3:43,13 min    | 7,21  | 25,96  |
| 5000 m           | 5000         | 12:35,36 min   | 6,62  | 23,83  |
| 10.000 m         | 10000        | 26:11,00 min   | 6,36  | 22,915 |
| Maraton          | 42195        | 2:00:35 h      | 5,83  | 20,995 |
| 20-km-marș       | 20000        | 1:16:36 h      | 4,35  | 15,67  |
| 110 m garduri    | 110          | 12,80 s        | 8,59  | 30,94  |
| 400 m garduri    | 400          | 45,94 s        | 8,7   | 31,34  |
| 3000 m obstacole | 3000         | 7:52,11 min    | 6,33  | 22,80  |
| 4 × 100 m        | 400          | 36,84 s        | 10,86 | 39,09  |
| 4 × 400 m        | 1600         | 2:54,29 min    | 9,18  | 33,05  |

| Proba            | Distanța (m) | Record mondial | m/s  | km/h   |
| ---------------- | ------------ | -------------- | ---- | ------ |
| 100 m            | 100          | 10,49 s        | 9,53 | 34,32  |
| 200 m            | 200          | 21,34 s        | 9,37 | 33,74  |
| 400 m            | 400          | 47,60 s        | 8,40 | 30,25  |
| 800 m            | 800          | 1:53,28 min    | 7,06 | 25,42  |
| 1500 m           | 1500         | 3:49,11 min    | 6,54 | 23,57  |
| 1 milă           | 1609         | 4:07,64 min    | 6,5  | 23,4   |
| 5000 m           | 5000         | 14:00,21 min   | 5,87 | 21,423 |
| 10.000 m         | 10000        | 29:01,03 min   | 5,74 | 20,67  |
| Maraton          | 42195        | 2:11:53 h      | 5,33 | 19,2   |
| 20-km-marș       | 20000        | 1:23:49 h      | 3,98 | 14,32  |
| 100 m garduri    | 100          | 12,12 s        | 8,25 | 29,70  |
| 400 m garduri    | 400          | 50,68 s        | 7,89 | 28,41  |
| 3000 m obstacole | 3000         | 8:44,32 min    | 5,72 | 20,60  |
| 4 × 100 m        | 400          | 40,82 s        | 9,80 | 35,28  |
| 4 × 400 m        | 1600         | 3:15,17 min    | 8,20 | 29,51  |